# Truncatella californica
Truncatella californica är en snäckart som beskrevs av Ludwig Pfeiffer 1857. Truncatella californica ingår i släktet Truncatella och familjen Truncatellidae. Inga underarter finns listade i Catalogue of Life.